# Springfield (Floride)
Pour les articles homonymes, voir Springfield.
Springfield est une ville États-Unis située en Floride dans le comté de Bay. Lors du recensement de 2010, sa population s’élevait à 8 903 habitants.

## Démographie
| Groupe                           | Springfield | Floride | États-Unis |
| -------------------------------- | ----------- | ------- | ---------- |
| Blancs                           | 66,0        | 75,0    | 72,4       |
| Afro-Américains                  | 23,8        | 16,0    | 12,6       |
| Asiatiques                       | 3,8         | 2,4     | 4,8        |
| Métis                            | 3,8         | 2,5     | 2,9        |
| Autres                           | 2,0         | 3,6     | 6,2        |
| Amérindiens                      | 0,7         | 0,4     | 0,9        |
| Total                            | 100         | 100     | 100        |
|                                  |             |         |            |
| Hispaniques et Latino-Américains | 5,8         | 22,5    | 17,37      |

Selon l'American Community Survey, pour la période 2001-2015, 95,10 % de la population âgée de plus de 5 ans déclare parler l'anglais à la maison, 2,50 % déclare parler l'espagnol, 1,49 % le vietnamien et 0,90 % une autre langue.
| 1940  | 1950  | 1960  | 1970  | 1980  | 1990  |
| ----- | ----- | ----- | ----- | ----- | ----- |
| 1 188 | 1 084 | 4 628 | 5 949 | 7 220 | 8 715 |

| 2000  | 2010  | - | - | - | - |
| ----- | ----- | - | - | - | - |
| 8 810 | 8 903 | - | - | - | - |